# Ellobius alaicus
Ellobius alaicus es una especie de roedor de la familia Cricetidae.

## Estado de conservación
Se encuentra amenazada de extinción por la pérdida de su hábitat natural.

## Distribución geográfica
Se encuentra sólo en Kirguistán.